# 君が死んでも、世界は別に変わらない。
『君が死んでも、世界は別に変わらない。』は、スリーピースロック・バンドのstrange world's endのファーストアルバム。2014年4月2日にstrange cake recordsより発売された。

## 解説
- strange world's endのキャリア初のフルアルバムである。
- 全国流通のCDとしては2012年の『汚染』以来である。

## 収録曲

### CD
1. 窒息
2. 破滅の庭
1st EPリードトラック
3. 唄
2ndシングル
4. ミジンコ
5. めんどくさいね
6. 屍
7. うつくしい